# Libra por pulgada cuadrada

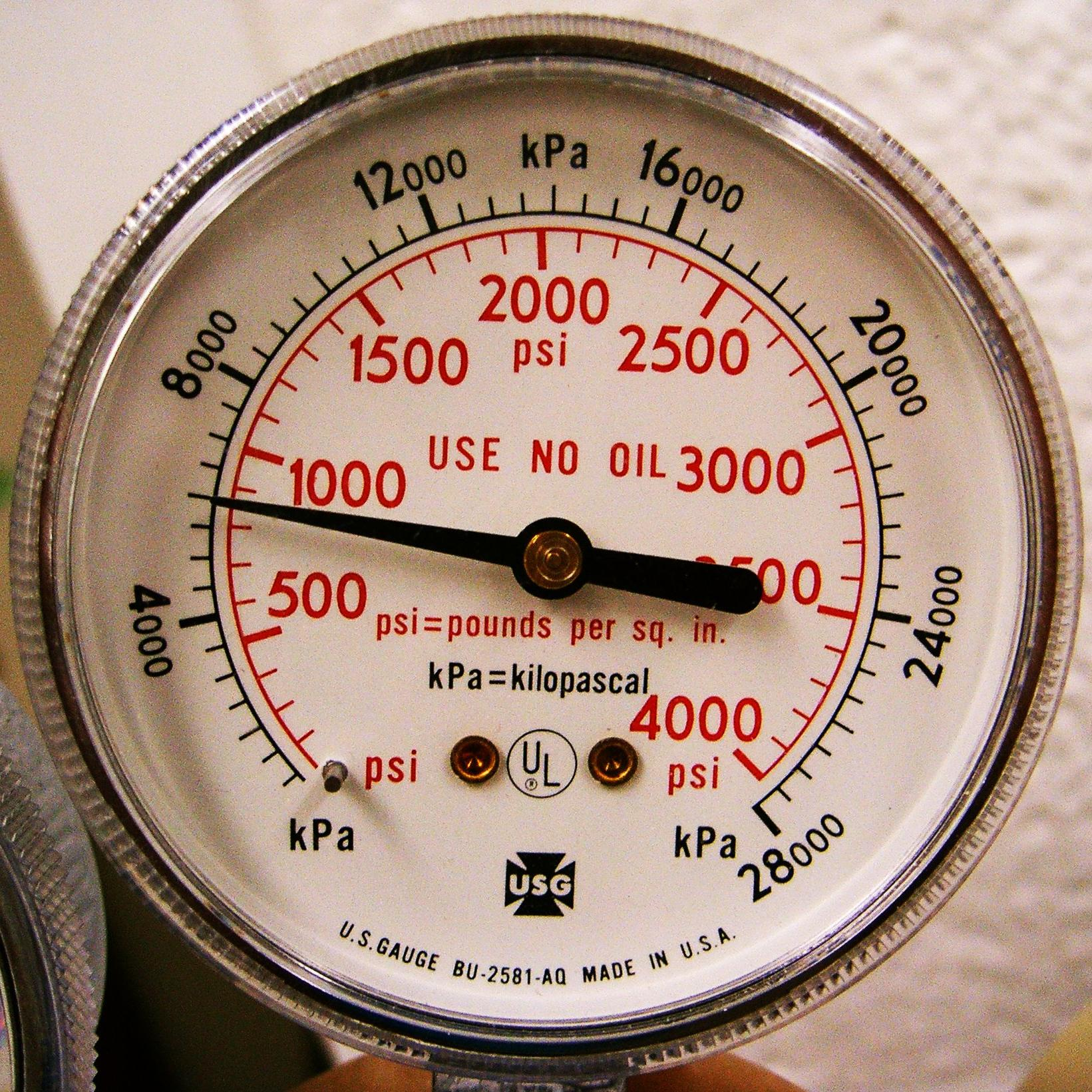
Manómetro aneroide de doble escala: en kilopascales (símbolo: kPa) y en libras de fuerza por pulgada cuadrada (símbolo: psi).

La libra de fuerza por pulgada cuadrada (lbf/in² o lbf/in², abreviada psi, del inglés «pounds-force per square inch») es una unidad de presión perteneciente al sistema anglosajón de unidades. Para expresar respectivamente: presión relativa al ambiente, se usaba psig (del inglés «psi, gauge»); mientras que psia se usaba para expresar la presión absoluta (del inglés «psi, absolute»).
La libra de fuerza por pulgada cuadrada y todos sus derivados fueron reemplazados por el Sistema Internacional de Unidades (SI). Es incorrecto modificar la unidad para indicar información sobre la magnitud física expresada como se hace con psia y psig; cuando se requiera tal información, esta debe incorporarse como parte del símbolo, nombre o descripción de la magnitud física, sin alterar la unidad. La presión y magnitudes físicas del mismo tipo se deben expresar usando el pascal (símbolo Pa) o sus múltiplos, que pertenecen al SI.
| Correcto                           | Incorrecto                |
| La presión relativa es de 621 kPa. | La presión es de 90 psig. |
| Prel = 621 kPa                     | P = 90 psig               |

## Factores de conversión
1 bar ≈ 14,5 psi
1 psi = 6,894 757 kilopascales (kPa) = 68,947 57 hectopascales (hPa) o milibares (mbar) = 6 894,757 pascales (Pa) = 0,068 947 57 bares (bar)
1 kPa ≈ 0,145 psi